# Blaszka krańcowa
Blaszka krańcowa (łac. lamina terminalis) – w anatomii człowieka struktura zaliczana do kresomózgowia. Ma postać mniej więcej pionowo rozpiętego pasma istoty białej. Położona jest między blaszką dziobową i skrzyżowaniem wzrokowym. Za nią znajduje się spoidło dziobowe. Jest jedną ze struktur tworzących przednią ścianę komory trzeciej. Ma powierzchnię przednią i tylną. Ta pierwsza graniczy ze zbiornikiem jamy podpajęczynówkowej, druga natomiast, odgraniczająca komorę trzecią, pokryta jest wyściółką.
Blaszka krańcowa dostarcza do podwzgórza informacji dotyczących regulacji ciśnienia i objętości krwi.